# Gorgol
Gorgol (arabiska: ولاية كركول) är en region (wilaya) i södra Mauretanien. Huvudort är Kaédi. Den gränsar till Senegal i sydväst och den mauretanska regionen Guidimaka i sydost. Regionen hade 442 490 invånare vid folkräkningen år 2023.
Gorgol är indelat i fem departement (moughataa).
| Departement (moughataa) | Folkmängd (2013) | Kommuner |
| ----------------------- | ---------------- | --- |
| Kaédi                   | 120 660          | - Kaédi (62 790 invånare) - Néré Walo (11 653 invånare) - Djowol (22 252 invånare) - Tokomadji (13 591 invånare) - Toufnde Siwe (10 374 invånare) |
| Maghama                 | 90 891           | - Maghama (22 551 invånare) - Daw (10 453 invånare) - Dolol Siwe (5 720 invånare) - Beileguet Litama (5 881 invånare) - Vrea Litama (6 130 invånare) - Toulel (10 857 invånare) - Sagné (13 322 invånare) - Wali Djantang (15 977 invånare)                                                                  |
| Mbout                   | 132 464          | - Mbout (16 813 invånare) - Tikobra (14 076 invånare) - Tarenguent Ehel Moulay Ely (9 936 invånare) - Djadjibenni Gandega (13 142 invånare) - Edebay Ehel Guelay (13 735 invånare) - Voum Legleita (33 314 invånare) - Chelkhet Tiyab (10 901 invånare) - Lahrach (11 917 invånare) - Soufa (8 630 invånare) |
| Mounguel                | 57 208           | - Mounguel (7 081 invånare) - Bathet Moït (9 146 invånare) - Bokkel (14 232 invånare) - Melzem Teichet (9 483 invånare) - Azgueilem Tiyab (17 266 invånare) |
| Lexeiba                 | 41 267           | - Lexeiba 1 (17 415 invånare) - Betenkel (6 297 invånare) - Talhaya (6 305 invånare) - Ganki (11 250 invånare) |